# 三好義興
三好義興（日语：／ =Miyoshi Yoshioki，1542年—1563年9月12日）是日本戦国時代武將，三好長慶嫡子。

## 生涯
天文11年（1542年），義興作為三好長慶之嫡子出生，並且在天文21年（1552年）12月25日元服，更名為孫次郎慶興。永祿2年（1559年）2月，義興與父親一同上洛，謁見室町幕府第13任將軍足利義輝，並且出仕於足利氏。12月18日，義興獲義輝賜予其名諱「義」字，改名義長。永祿3年（1560年）1月21日，義興獲任命為正五位下筑前守。後來，長慶移師至河內飯盛山城後，便將攝津芥川山城交由義興打理。
永祿4年（1561年）1月28日，義興與松永久秀一同從正五位下升官至從四位下。2月1日，義興與父親、久秀一同獲准使用足利將軍家的桐紋，並且獲任命為御供眾和相伴眾。
六角義賢進攻京都時，義興率領7000名士兵守於梅津，久秀亦率領7000名士兵在西院與六角氏交戰。雖然三好軍在這場戰事中不被看好，但是在11月久秀的反撃下成功擊殺敵將長原重澄，雙方對峙至永祿5年（1562年），隨著叔父三好義賢在與畠山高政的戰鬥中戰死後，義興讓義輝前往男山八幡避難，自己則與久秀在山崎佈陣。因此，六角軍一度攻佔京都，後來義興在5月下旬擊敗畠山軍後，六角軍才撤出京都。6月22日，義輝重返京都後賞賜義興和久秀等人。
8月，伊勢貞孝在京都北山串同六角軍謀反，義興與久秀一同率領8000名士兵在9月11日將其擊敗。另外，義興素有教養，因此獲得將軍義輝和一眾公家的信任。
永祿6年（1563年）6月，義興病倒，雖然曲直瀨道三前往替其診症，但是病情惡化，最終在8月25日於芥川山城死去，享年22歲，按《足利季世記》記載他是死於黃疸。長慶死後，三好氏由義興的堂弟三好義繼繼承家督之位。有些說法認為義興試圖鏟除久秀，從而被意圖取代主家的久秀毒殺，但是一手史料中沒有任何記載，顯示久秀暗殺了義興。就算講述這些說法的《足利季世紀》和《續應仁後記》也說明義興被久秀毒殺只是傳言，未有斷言，二手史料和軍記物對於這項傳言亦多有懷疑，因此推測謠言是由嫉妒久秀擁有不遜於主家的實力的人散播出去。《續應仁後記》形容義興是治理天下之材，卻不幸英年早逝。義興死後，其父長慶開始變得精神恍惚，最終在翌年亦死去。

## 個人
由於義興與義輝年紀相近，而且智勇相傳，因此與義輝有深厚的交情。義興在20歲前後的待遇便已經與父親長慶看齊，永祿4年義興與義輝遊覽金閣寺時，便獲賞賜各種東西，義興便在3月回禮邀請義輝造訪其住所。